# Полунощни прилепи
Полунощните прилепи (Eptesicus) са род дребни бозайници от семейство Гладконоси прилепи (Vespertilionidae). Включва повече от 20 вида, разпространени в целия свят, с изключение на отделни региони (Малките Антилски острови, части от Югоизточна Азия и други). В България се срещат два вида - полунощен прилеп (Eptesicus serotinus) и северен полунощен прилеп (Eptesicus nilssoni).
В еволюционно отношение родът заема междинно положение между род Прилепчета (Pipistrellus) и по-специализирани родове, като Кожовидни прилепи (Vespertilio). Ухото има просто устройство, както при Прилепчета, но зъбната система има някои модификации, като редукция на горния преден предкътник.

## Видове
- Eptesicus andinus
- Eptesicus bobrinskoi
- Eptesicus bottae
- Eptesicus brasiliensis
- Eptesicus chiriquinus
- Eptesicus diminutus
- Eptesicus dimissus
- Eptesicus floweri
- Eptesicus furinalis
- Eptesicus fuscus
- Eptesicus gobiensis
- Eptesicus guadeloupensis
- Eptesicus hottentotus
- Eptesicus innoxius
- Eptesicus japonensis
- Eptesicus kobayashii
- Eptesicus matroka
- Eptesicus nasutus
- Eptesicus nilssonii – Северен полунощен прилеп
- Eptesicus pachyotis
- Eptesicus platyops
- Eptesicus serotinus – Полунощен прилеп
- Eptesicus taddeii
- Eptesicus tatei